# Twierdzenie o części standardowej
Twierdzenie o części standardowej – twierdzenie analizy niestandardowej mówiące o tym, że nieskończenie blisko liczby hiperrzeczywistej ograniczonej znajduje się dokładnie jedna liczba standardowa, tzn.:
{\displaystyle \forall _{a\in \mathbb {L} }\ \exists !_{r\in \mathbb {R} }\ a\thickapprox r^{*}}.
Liczbę {\displaystyle r} wyznaczoną przez to twierdzenie oznaczać można jako {\displaystyle {\mbox{st}}(a)}.

## Dowód twierdzenia[2]
Ustalmy dowolnie liczbę {\displaystyle a\in \mathbb {L} \subset \mathbb {R} ^{*}.} Zdefiniujmy zbiory {\displaystyle A:=\{x\in \mathbb {R} :a\succcurlyeq x^{*}\}} oraz {\displaystyle B:=\{x\in \mathbb {R} :a\prec x^{*}\}.} Z prawa trychotomii w uporządkowanym ciele liczb hiperrzeczywistych wynika, że {\displaystyle (A,B)} jest przekrojem Dedekinda w {\displaystyle (\mathbb {R} ,<).} Zauważmy, że przekrój ten wyznacza liczbę rzeczywistą {\displaystyle r} taką, że {\displaystyle \forall _{\alpha \in A}\forall _{\beta \in B}\ \alpha \leqslant r\leqslant \beta .} Ponieważ ciało liczb rzeczywistych spełnia aksjomat Archimedesa, to da się wyznaczyć taki ciąg {\displaystyle (c_{n})\subset \mathbb {R} ,} dla którego {\displaystyle c_{2k-1}\in A} i {\displaystyle c_{2k}\in B} oraz {\displaystyle c_{2k}-c_{2k-1}<{\frac {1}{k}}.} Zatem {\displaystyle a,r^{*}\in \bigcap _{k=1}^{\infty }[c_{2k-1};c_{2k}],} co znaczy, że {\displaystyle r^{*}\thickapprox a.} Liczba {\displaystyle r} jest tu wyznaczona jednoznacznie, ponieważ nie istnieją dwie standardowe liczby rzeczywiste, które byłyby nieskończenie blisko siebie. {\displaystyle \square }